# 1373 Цинциннаті
1373 Цинциннаті (1373 Cincinnati) — астероїд зовнішнього головного поясу, відкритий 30 серпня 1935 року.
Перший відкритий астероїд з нахилом орбіти більшим ніж у 2 Паллада.
Тіссеранів параметр щодо Юпітера — 2,719.